# Orchestina arabica
Orchestina arabica är en spindelart som beskrevs av Raymond Comte de Dalmas 1916. Orchestina arabica ingår i släktet Orchestina och familjen dansspindlar. Inga underarter finns listade i Catalogue of Life.